# رنگارنگ (انیمیشن)
رنگارنگ (به انگلیسی: Colorful)، (به کاتاکانا: カラフル)، انیمه‌ای ژاپنی به کارگردانی که‌ایچی هارا است که در سال ۲۰۱۰ ساخته شد. این انیمه بر اساس کتابی نوشته اتو موری و به تهیه‌کنندگی سانرایز در استودیوی Ascension ساخته شد.

## داستان
به روحی گناهکار پیش از رفتن به دنیای پس از مرگ، فرصتی دوباره داده می‌شود تا به زمین برگردد. او را به بدن پسری ۱۴ ساله با نام ماکوتو کوبایاشی که به تازگی خودکشی کرده و در اغما به سر می‌برد منتقل می‌کنند تا در فرصتی که به او داده شده بتواند گناهان پیشین خود را به یاد آورده و ابراز پشیمانی کند. در این سفر، روحی با نام پوراپورا (Purapura) به عنوان راهنما به او کمک می‌کند. او همچنین باید بفهمد چرا ماکوتو خودکشی کرده‌است.

## بازخورد
این انیمه جایزه انیمیشن عالی ۳۴اُمین جایزه آکادمی فیلم ژاپن را از آن خود کرد و نامزد انیمیشن سال شد. همچنین برنده ۶۵اُمین جایزه فیلم انیمیشن جایزه فیلم ماینیچی شد. در عرصه بین‌المللی نیز برندهٔ جشنواره بین‌المللی فیلم انیمیشنی انیسی در سال ۲۰۱۱ شد.